# Prud'homie de pêcheurs
Cet article possède un paronyme, voir Juridiction des prud'hommes.
Les prud’homies de pêche (en provençal prudoumié de pesco) sont des communautés de patrons pêcheurs qui sont nées au Moyen Âge sur les côtes méditerranéennes, d'abord en Provence, et ont su se maintenir malgré les changements de régime tout en étant encadrées par le pouvoir central. Les prud'homes de pêche ont longtemps siégé en provençal et même après l'adoption du français au XXe siècle, la phrase rituelle d'ouverture de séance est restée en provençal: "Que touto barbo cale, lou proumié prudome vai parla" (que toute barbe s'arrête -de bouger, donc de parler- le premier prud'homme va parler).
Régies jusqu’à nos jours par le décret, à peine modifié, du 19 novembre 1859 sur la police de la pêche dans le cinquième arrondissement maritime de Toulon, les prud’homies ont des caractères originaux. Institutions ambiguës et hybrides, les prud’homies de pêche constituent à la fois une communauté professionnelle et une juridiction de pêcheurs. À leurs têtes, des prud'hommes pêcheurs élus par leurs pairs, exercent, sous le contrôle de l’administration maritime, une pluralité de pouvoirs : réglementaires, disciplinaires, de police et judiciaires, souvent exorbitants du droit et de la procédure communs. Ils connaissent parfaitement les territoires de pêche et effectuent une régulation économique et écologique de la pêche en mer Méditerranée. À ce titre, ils apparaissent comme des acteurs importants de la protection des espaces maritimes et de la préservation des ressources halieutiques. Leur histoire et leur statut rendent compte de leur évolution face aux transformations de la pêche maritime.
Toutefois, en ce que les prud'homies sont soumises à la tutelle de l'autorité administrative, elles ne sont pas considérées en droit de l'Union européenne comme des juridictions au sens de l'article 234 du Traité instituant la Communauté européenne.

## Historique
Il faut remonter au xe siècle pour trouver à Marseille les premières traces des prud’homies de pêcheurs. Mais ce sont les lettres patentes de 1452 et 1477 du roi René, comte de Provence, confirmées par la lettre patente de 1481 de Louis XI, comte de Provence, et qui entreront cette institution dans le droit français quand la Provence deviendra pleinement française en 1789.

## Réglementation en vigueur
Le décret impérial modifié du 19 novembre 1859 maintient toujours l’existence de « l’institution des communautés ou juridictions de pêcheurs, connues dans la Méditerranée sous le nom de prud’homies ».
Le décret no 93-56 du 15 janvier 1993 fixe les limites territoriales des prud’homies de pêche dans les eaux méditerranéennes. Il existe actuellement 33 prud'homies de pêche.
Les prud’homies s'étendent de la frontière franco-espagnole à la frontière franco-italienne.
On trouve en Espagne un équivalent avec les cofradías.

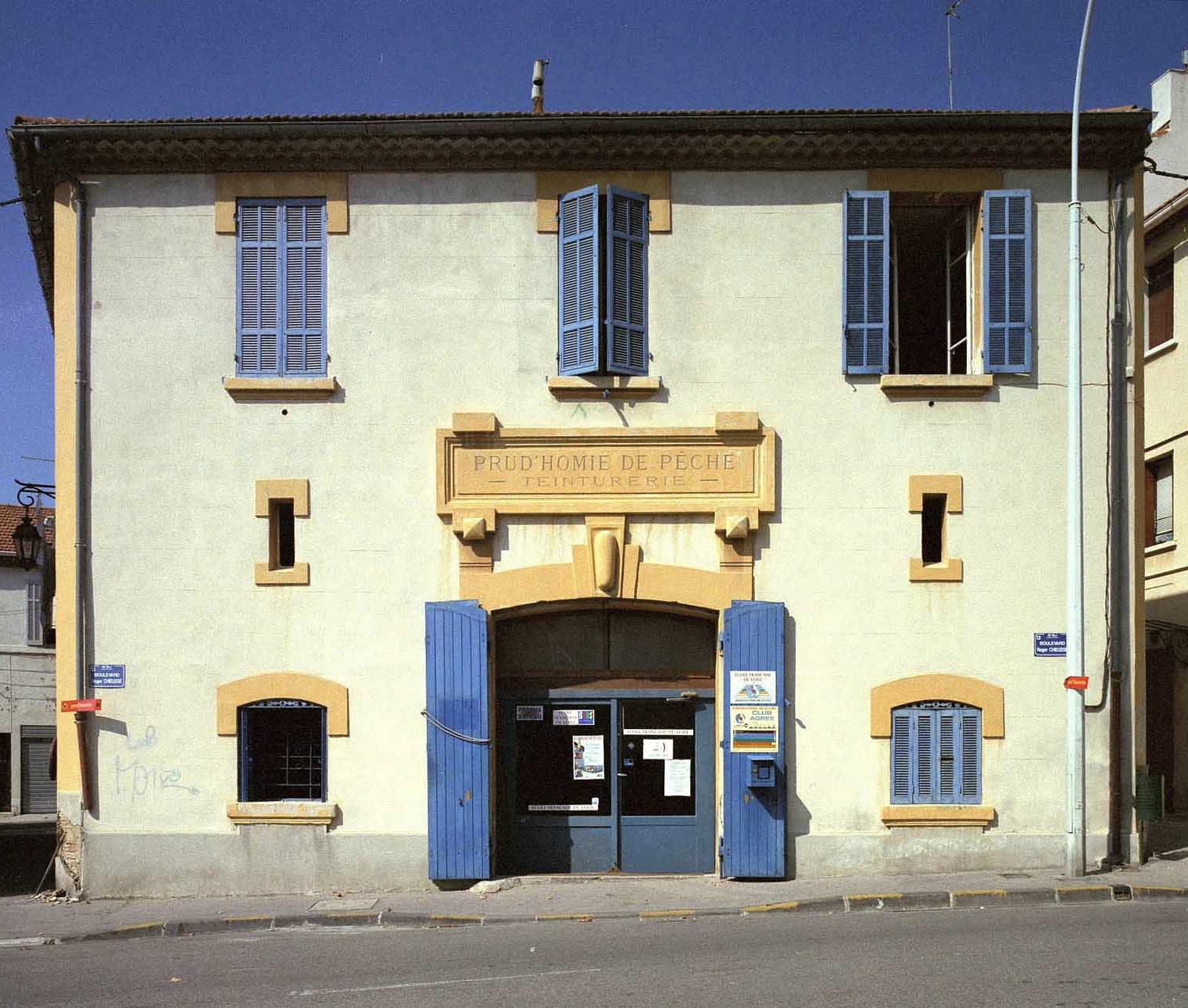
La prud'homie de pêche de l'Estaque à Marseille.